# تپه شورچه ۲ (قوچان)
تپه شورچه ۲ مربوط به تاریخی و سده‌های اولیه اسلامی است و در شهرستان قوچان واقع شده و این اثر در تاریخ ۱۰ آذر ۱۳۸۹ با شمارهٔ ثبت ۳۰۲۸۲ به‌عنوان یکی از آثار ملی ایران به ثبت رسیده است.